# Instituto Castellano y Leonés de la Lengua
El Instituto Castellano y Leonés de la Lengua (ILCYL) es una fundación privada de ámbito autonómico que trabaja por la promoción y la difusión sobre la lengua española. La investigación vinculada a los orígenes de la lengua constituye uno de los pilares de su trabajo, junto con la organización de actividades culturales en Castilla y León en colaboración con las entidades que participan en la institución. Los estudios sobre las pizarras de época visigoda y los Cartularios de los Monasterios burgaleses de Valpuesta y Cardeña han resultado vitales para comprender la investigación en torno a los orígenes del español. 
La institución realiza una programación cultural durante todo el año en su sede del Palacio de la Isla de Burgos y en la comunidad autónoma de Castilla y León. Desde exposiciones, presentaciones literarias o congresos pasando por visitas culturales a su sede o cine al aire libre. Entre sus propuestas destaca el Premio de la Crítica de Castilla y León que galardona al mejor autor castellanoleonés del año anterior mediante un jurado formado por personalidades de los medios periodísticos y universitarios de la región. 
La línea de investigación de sus trabajos sobre los orígenes del español se ha llevado al ámbito escolar con el proyecto divulgativo 'Valpuesta en los colegios' realizado mediante un convenio con la Fundación Cajacírculo que comenzó en el año 2019 y se desarrolló en seis centros educativos de la ciudad de Burgos. En el curso escolar 2020-21 está previsto extender el proyecto y llegar a alrededor de 3000 alumnos de primaria y secundaria de Castilla y León. Este proyecto ha sido aprobado por la Consejería de Educación de la Junta de Castilla y León. 
Desde el 25 de abril de 2008, el Instituto está instalado en el Palacio de la Isla, edificio histórico de la ciudad de Burgos.

## Actividades
La Fundación tiene previstas las siguientes actividades:
1. Organizar cursos, congresos, exposiciones y certámenes para conocer mejor y difundir el idioma castellano.
2. Establecer comisiones y grupos de trabajo que realicen investigaciones, estudios y proyectos.
3. Editar trabajos o estudios de investigación que se consideren de interés.
4. Mantener relaciones con otras entidades, tanto públicas como privadas.
5. Crear centros de estudios que tiendan al perfeccionamiento de los docentes de la lengua castellana.
6. Crear centros que contribuyan a conservar y difundir el idioma.
7. Promover la presencia en España y en especial de Castilla y León de estudiantes interesados en el conocimiento del castellano.
8. Colaborar en todos los órdenes con las instituciones que directa o indirectamente tiendan a difundir, conservar o perfeccionar el castellano.
9. La creación y concesión de premios para trabajos tanto científicos como literarios que contribuyan a la pureza y difusión del castellano.
10. Actuar ante los poderes públicos en defensa de la lengua castellana, evitando su discriminación o la de sus usuarios.

La Fundación realiza en estos momentos diferentes actividades para dar una nueva vida tanto al Palacio de la Isla, como al ILCYL, como a esa zona de la ciudad, rodeada por un hermoso jardín botánico. Comenzó su progamación en verano de 2021 con diferentes conciertos, celebrados en sus jardines, en los que se pudo ver a cantantes como Pablo Milanés o Marwan. Y ahora ha empezado una programación de actividades variadas: desde actividades para dar a conocer la poesía y literatura castellanoleonesa y española a niños de entre 4 y 12 años. Pasando por presentaciones de libros de autores como Fernando Aramburu, y actividades como catas en las que se liga la literatura con el mundo del vino, también muy presente en la vida de la ciudad a través de las D.O. Ribera del Duero y D.O. Arlanza.

## Estudios recientes
- Los Becerros Gótico y Galicano de Valpuesta. Destacar la confirmación en el año 2010, por parte de este organismo, de los Cartularios de Valpuesta como el vestigio de lengua castellana más antiguo conservado. La publicación fue presentada en la RAE el 23 de noviembre de 2010.[1]

- El Becerro Gótico de Cardeña. El primer gran cartulario (1086). Es un códice diplomático datado de los años 1035 y 1036 en el que se copiaron 373 documentos archivados en el Monasterio de Cardeña. La importancia del documento reside en el hecho de que se trata del primer gran cartulario hispánico del que se tiene constancia. Su impecable factura, fruto de un taller de copistas referente en la época, y la presencia en todos los documentos de diferentes signos del romance castellano, convierten al Becerro de Cardeña en un volumen fundamental para los lingüistas y los historiadores.

- El Fuero de Béjar. Es un estudio sobre el cuerpo legal por el que se rigieron sus vidas los habitantes de la villa y su tierra durante varios siglos, desde comienzos del XIII, que fue cuando Alfonso VIII le concedió el Fuero de Cuenca, hasta el siglo XIX, porque hasta en 1805 volvió a ser reconocido como legislación complementaria a los ordenamientos y pragmáticas del Reino en aquellos temas que no fueran contrarios a la legislación real.
- El Fuero de Brañosera. Es una publicación que ahonda en el proceso investigador del origen del municipalismo en el año 82. El estudio desentraña el complejo proceso de trasmisión del fuero, desvela su importancia histórica, analiza el pálpito del romance de los orígenes y pone al alcance de todos un documento fundamental, la carta de nacimiento del municipalismo y, en consecuencia, de las libertades. La obra fue presentada en las Cortes de Castilla y León (Valladolid) el 22 de octubre de 2020.
- Las Glosas Silenses. Estudio crítico y edición facsímil. Versión castellana del Penitencial. La publicación tiene como punto de partida el establecimiento de una transcripción paleográfica sumamente exigente, rigurosa y depurada de las Glosas, sometida a un proceso de revisión que se da por cerrado al cabo de años. Realizado en coedición con la Real Academia Española (RAE), el título está coordinado por José Manuel Ruiz Asencio, Mauricio Herrero Jiménez e Irene Ruiz Albi (Universidad de Valladolid) e incluye un prólogo del director de la RAE, Santiago Muñoz Machado. Esta edición destaca por la nueva datación del manuscrito, que fechan en el año 1100 en lugar del 980 como argumentaban Ramón Menéndez Pidal en sus estudios.